# Ctenopoma weeksii
Ctenopoma weeksii är en fiskart som beskrevs av Boulenger, 1896. Ctenopoma weeksii ingår i släktet Ctenopoma och familjen Anabantidae. IUCN kategoriserar arten globalt som livskraftig. Inga underarter finns listade i Catalogue of Life.